# LASER Airlines
LASER Airlines (viết tắt của Linea Aerea de Servicio Ejecutivo Regional) (mã IATA = QL, mã ICAO = LER) là hãng hàng không của Venezuela, trụ sở ở Caracas. Hãng có tuyến đường chở khách thường xuyên trong nước và các chuyến bay thuê bao. Căn cứ của hãng ở Sân bay quốc tế Simón Bolívar, (Caracas).

## Lịch sử
LASER Airlines được thành lập năm 1993 và bắt đầu hoạt động từ năm 1994. Sau khi gần bị vỡ nợ, hãng được Inocencio Alvarez (Chủ tịch) năm 1999.

## Các nơi đến
(Tháng 3/2007): 
- Venezuela

- Caracas
- Porlamar, (mỗi ngày 10 chuyến).

Đây là tuyến đường cạnh tranh nhất ở Venezuela.

## Đội máy bay
(Tháng 3/2007):
- 1 McDonnell Douglas DC-9-10
- 2 McDonnell Douglas DC-9-30